# 브릭 스튜디오
에이컴즈(영어: Acommz)는 대한민국의 애니메이션 제작사다.

## 연혁
- 2018년 1월 29일 - 애니메이션 제작사 브릭 스튜디오 설립
- 2023년 10월 1일 - 브릭 스튜디오가 애니메이션 제작사 ACOMMZ을 인수

## 필모그래피

### 텔레비전 시리즈
| 제목                      | 방영 기간 | 제작자         | 제작사        | 방송사 | 비고     |
| 마카앤로니                | 2019-2021 | 우경민, 김영욱 | CJENM         | KBS2   | 투니버스 |
| 마카앤로니 2              | 2022      | 우경민, 김영욱 | CJENM         | KBS2   | 투니버스 |
| 마카앤로니 3              | 2023~2024 | 우경민, 정민형 | ACOMMZ        | KBS1   | 투니버스 |
| 내 비밀친구 햄찌          | 2022~2023 | 정민형, 나승하 | KBS           | KBS1   |          |
| 내 비밀친구 햄찌          | 2022~2023 | 정민형, 나승하 | 브릭 스튜디오 | KBS1   |          |
| 내 비밀친구 햄찌 2        | 미정      | 정민형, 나승하 | ACOMMZ        | KBS1   |          |
| 폴라레스큐: 슈퍼 가디언즈 | 2024~2025 | 우경민, 정민형 | ACOMMZ        | SBS    |          |
| 예정                      | 예정      | 예정           | 예정          | 예정   |          |

### 영화
| 제목         | 개봉일         | 제작자            | 제작사                | 비고 |
| 안녕, 할부지 | 2024년 9월 4일 | 심형준, 토마스 고 | 삼성물산㈜ 리조트부문 |      |

### 온라인 플랫폼
| 제목               |
| 피치 파이          |
| 재페토             |
| 좌왈왈 Youtube     |
| 도우도우           |
| 머지랩: 마카앤로니 |